# 앙드레 보샹
앙드레 보샹(André Bauchant, 1873년 4월 24일 ~ 1958년 8월 12일)은 프랑스 화가이며 샤토르노에서 출생하였다. 부친은 원예사이었으며 보샹도 17세로 부친의 직업을 계승하였으나 1914년 제1차 세계대전에 출정했다. 1921년에 살롱 도톤에 출품한 <마르스의 전투>를 보면 그는 군대에서 비로소 자기의 그림 재주를 의식한 듯하다. 본격적으로 화필을 잡은 것은 46세부터인데 이것은 정신병 환자인 아내를 간호하기 위하여 전원생활에 들어갔기 때문이라고 한다. 그래서인지 그의 그림에는 압도적으로 꽃이 많다. 그는 데생을 하지 않고 흰 캔버스 위에다 직접 꽃들을 그렸다. 꽃은 때로 이상하게 커서 주위와 언밸런스를 이루나 색채는 투명,
아름다우며 신화나 성서(聖書)에서 취재한 경우도 많다. 1921년 르 코르뷔지에와 디아길레프에게 인정을 받아 무대장치를 담당한 적도 있고 루소 이후 가장 중요한 소박화가로서 1949년에는 대회고(大回顧) 전시회가 열렸다.